# مالکوم برت
مالکوم برت (انگلیسی: Malcolm Barrett؛ زادهٔ ۱۹۸۰) یک هنرپیشه اهل ایالات متحده آمریکا است.
از فیلم‌ها یا برنامه‌های تلویزیونی که وی در آن نقش داشته است می‌توان به مهلکه، لری کراون، پادشاه جنگل و دختر بهترین دوست من اشاره کرد.